# Яковлев, Константин Константинович
Константи́н Константи́нович Я́ковлев (1907—1978) — советский военный и промышленный деятель, генерал-майор инженерно-танковой службы (постановление Совета Народных Комиссаров от 21 января 1945 г. N 129). Лауреат Сталинской премии третьей степени.

## Биография
Родился 17 октября 1907 года в Бузулуке.

### Образование
В 1927 году окончил Оренбургскую профтехшколу и со званием техник 2-го разряда стал помощником машиниста. В 1935 году окончил Московский электромеханический институт железнодорожного транспорта, получив специальность инженер-механик.

### Деятельность
С 1927 года работал слесарем Оренбургских главных железнодорожных мастерских, затем — помощником машиниста станции Актюбинск, помощником машиниста и машинистом станции Кувандык Оренбургской железной дороги. Член ВКП(б)/КПСС с 1938 года.
В 1935—1941 годах — конструктор, заместитель начальника Дизельного конструкторского бюро, заместитель начальника Дизельного отдела, главный инженер Коломенского паровозостроительного завода.
С октября 1941 года по июль 1944 года — главный инженер и директор завода № 38 в Кирове.
С июля 1944 по май 1946 года — директор завода № 75 в Харькове.
Затем с 22 мая 1946 по апрель 1952 года снова работал директором Коломенского паровозостроительного завода.
С 1952 года по 1958 год работал заместителем министра тяжёлого и транспортного машиностроения СССР.
Согласно закону, отраслевые хозяйственные министерства были ликвидированы и управление промышленностью и строительством организовано по территориальному принципу. В каждой территории образовывались советы народного хозяйства, или совнархозы. Изначально совнархозы были созданы в каждой области, крае, автономной республике (всего 105 районов), и лишь через 5 лет, когда вполне проявилась излишняя дробность такого районирования, руководство страны приступило к объединению совнархозов. В частности, был создан Приокский совнархоз.
С 1958 по 1962 года Яковлев был председателем СНХ Брянского экономического административного района (на правах Министра СССР) .
С 1962 года по 1965 год — председатель Совета народного хозяйства Приокского экономического района (Тульская, Брянская, Калужская и Орловская области).
После отставки Н. Хрущёва, совнархозы были ликвидированы и управление народным хозяйством вернулось к централизованному ведомственному управлению.
С 1965 года по 1975 год — заместитель министра тяжёлого, энергетического и транспортного машиностроения СССР.
Также занимался общественной деятельностью — был депутатом Верховного Совета РСФСР (избран в 1959 году).
Умер в 1978 году.

## Награды
- орден Ленина[5]
- орден Трудового Красного Знамени — один из немногих советских граждан, награждённых 4 орденами.
- орден «Знак Почёта»
- орден Красной Звезды
- Сталинская премия третьей степени (1949) — за организацию поточного производства паровозов серии «Л».